# 유진 (평성절후)
유진(劉珍, ? ~ ?)은 전한 후기의 제후로, 교동경왕의 손자이다.

## 행적
아버지 유읍의 뒤를 이어 평성후(平城侯)에 봉해졌다. 시호를 절이라 하였고, 아들 유리가 작위를 이었다.

## 출전
- 반고, 《한서》 권15하 왕자후표 下

| 선대 아버지 평성희후 유읍 | 전한의 평성후 ? ~ ? | 후대 아들 유리 |